# 1130 (numero)
Millecentotrenta (1130) è il numero naturale dopo il 1129 e prima del 1131.

## Proprietà matematiche
- È un numero pari.
- È un numero composto, da 8 divisori:  1, 2, 5, 10, 113, 226, 565, 1130. Poiché la somma dei suoi divisori (escluso il numero stesso) è 922 < 1130, è un numero difettivo.
- È un numero sfenico.
- È un numero di Perrin, il 25°.
- È un numero di Harshad nel sistema numerico decimale.
- È un numero odioso.
- È un numero palindromo e un numero ondulante nel sistema di numerazione posizionale a base 15 (505).
- È un numero intero privo di quadrati.
- È parte delle terne pitagoriche (150, 1120, 1130), (552, 986, 1130), (678, 904, 1130), (792, 806, 1130), (1130, 2712, 2938), (1130, 12744, 12794), (1130, 63840, 63850), (1130, 319224, 319226).

## Astronomia
- 1130 Skuld è un asteroide della fascia principale del sistema solare.
- NGC 1130 è una galassia della costellazione di Perseo.

## Astronautica
- Cosmos 1130 (vettore Kosmos-3M) è un satellite artificiale russo.

## Altri ambiti
- IBM 1130 è un minicomputer 16 bit della IBM immesso nel mercato nell'anno 1965.